# Pieralberto Carrara
Pour les articles homonymes, voir Carrara.
Pieralberto Carrara, né le 14 février 1966 à Bergame, est un biathlète italien, triple champion du monde dans des épreuves collectives. Aux Jeux olympiques d'hiver de 1998, il remporte la médaille d'argent sur l'individuel.

## Biographie
Il entre en équipe nationale italienne en 1982. Dans la deuxième moitié des années 1980, il commence à participer à la Coupe du monde, y marquant ses premiers points. En 1988, il court ses premiers Jeux olympiques à Calgary, où il est treizième du sprint.
En 1990, il gagne son premier titre international en remportant la médaille d'or aux Championnats du monde sur le relais avec Wilfried Pallhuber, Johann Passler et Andreas Zingerle. En 1993, il gagne de nouveau ce titre avec la même équipe. Entre-temps, il s'illustre individuellement, étant vainqueur de l'individuel de Ruhpolding en 1990-1991 et du sprint d'Antholz, en Italie en 1992-1993. Il récolte quelques podiums supplémentaires lors des quatre saisons suivantes et notamment un titre de champion du monde dans la course par équipes en 1994.
En 1998, il monte finalement sur un podium individuel sur un grand championnat, devenant vice-champion olympique de l'individuel derrière Halvard Hanevold (20/20 au tir, le seul parmi tous).

## Palmarès

### Jeux olympiques
| Épreuve / Édition   | Individuel                         | Sprint | Relais |
| ------------------- | ---------------------------------- | ------ | ------ |
| JO 1988 Calgary     | —                                  | 13e    | —      |
| JO 1992 Albertville | —                                  | 41e    | 4e     |
| JO 1994 Lillehammer | 15e                                | 23e    | 6e     |
| JO 1998 Nagano      | Médaille d'argent, Jeux olympiques | 10e    | 9e     |

Légende :
- — : pas de participation à l'épreuve.

### Championnats du monde
| Mondiaux \ Épreuve          | individuel     | Sprint         | Poursuite                        | Départ en masse                  | Relais                    | Course par équipes               |
| 1987 Lake Placid            | —              | 42e            | Épreuve inexistante à cette date | Épreuve inexistante à cette date | 4e                        | Épreuve inexistante à cette date |
| 1990 Minsk Oslo Kontiolahti | —              | 14e            | Épreuve inexistante à cette date | Épreuve inexistante à cette date | Médaille d'or, monde      | —                                |
| 1991 Lahti                  | 59e            | 14e            | Épreuve inexistante à cette date | Épreuve inexistante à cette date | 4e                        | —                                |
| 1992 Novossibirsk           | JO Albertville | JO Albertville | Épreuve inexistante à cette date | Épreuve inexistante à cette date | JO Albertville            | —                                |
| 1993 Borovets               | -              | 6e             | Épreuve inexistante à cette date | Épreuve inexistante à cette date | Médaille d'or, monde      | 8e                               |
| 1994 Canmore                | JO Lillehammer | JO Lillehammer | Épreuve inexistante à cette date | Épreuve inexistante à cette date | JO Lillehammer            | Médaille d'or, monde             |
| 1995 Antholz Anterselva     | 43e            | 9e             | Épreuve inexistante à cette date | Épreuve inexistante à cette date | 4e                        | 10e                              |
| 1996 Ruhpolding             | 18e            | 4e             | Épreuve inexistante à cette date | Épreuve inexistante à cette date | 10e                       | Médaille de bronze, monde        |
| 1997 Osrblie                | 38e            | —              | —                                | Épreuve inexistante à cette date | Médaille de bronze, monde | 10e                              |
| 1998 Pokljuka Hochfilzen    | JO Nagano      | JO Nagano      | 19e                              | Épreuve inexistante à cette date | JO Nagano                 | 6e                               |
| 1999 Kontiolahti Oslo       | —              | 34e            | 44e                              | —                                | 8e                        | Épreuve inexistante à cette date |

Légende :

 : première place, médaille d'or

 : troisième place, médaille de bronze

 : épreuve inexistante

— : pas de participation à cette épreuve

### Coupe du monde
- Meilleur classement général : 3e en 1993.
- 9 podiums individuels : 2 victoires, 5 deuxièmes places et 2 troisièmes places.
- 6 victoires en relais.

#### Détail des victoires individuelles
| Saison / Épreuve | individuel | Sprint  | Poursuite | Mass start | Total |
| 1990-1991        | Ruhpolding |         |           |            | 1     |
| 1992-1993        |            | Antholz | 1         |            |       |
| Total            | 1          | 1       | 0         | 0          | 2     |

#### Classements annuels
| Année | Classement général final |
| 1986  | 67e                      |
| 1987  | 80e                      |
| 1988  | 41e                      |
| 1989  | 27e                      |
| 1990  | 32e                      |
| 1991  | 5e                       |
| 1992  | 33e                      |
| 1993  | 3e                       |
| 1994  | 16e                      |
| 1995  | 11e                      |
| 1996  | 4e                       |
| 1997  | 20e                      |
| 1998  | 17e                      |
| 1999  | 56e                      |
| 2000  | 58e                      |